# 卢邦博
卢邦博區（Lubombo）是史瓦帝尼東部的區，面積5,947平方公里，2017年人口212,531 ，首府錫泰基。卢邦博境內有萊邦博山。該行政區名稱就來自於萊邦博山。卢邦博區分別與霍霍、曼齐尼、希塞卢韦尼、南非以及莫桑比克接壤。
1. ↑  .   [2025-02-01]. （原始内容存档于2003-08-04）.
2. ↑  . hdi.globaldatalab.org.   [2018-09-13]. （原始内容存档于2018-09-23） （英语）.